# Šimon Voseček
Šimon Voseček (* 13. dubna 1978 Praha) je rakousko-český hudební skladatel žijící ve Vídni.

## Život
Šimon Voseček studoval balet a tanec u I. Rákosníkové a hru na varhany u I. Kosíkové. Po maturitě na Gymnáziu Jaroslava Seiferta v Praze studoval skladbu na Pražské konzervatoři u Otomara Kvěcha. Od roku 2002 žije ve Vídni, kde studoval na Universität für Musik und darstellende Kunst Wien (Univerzita hudebních a dramatických umění) u Dietmara Schermanna, Ericha Urbannera a Chayi Czernowin).
Od roku 2008 žije jako skladatel na volné noze ve Vídni. Voseček je členem Mezinárodní společnosti pro soudobou hudbu, v letech 2008 - 2014 byl členem jejího představenstva. Do roku 2015 byl členem sdružení Platypus, spoluzaložil Ensemble Platypus. Je rovněž členem divadelního spolku schallundrauch agency, kde pracuje jako skladatel a performer.

## Skladby (výběr)
- Be My Superstar, opera pro mládež podle hry Yanna Verburgha, preiéra roku 2019 v Gentu.
- Hybris, libreto: Kristine Tornquist v adaptaci Šimona Vosečka (2015/2016). Světová premiéra se uskutečnila 2016 ve Vídni pod taktovkou François-Pierre Descampse a v režii Kristine Tornquist.
- Biedermann und die Brandstifter (Biedermann a žháři), opera o dvou dějstvích podle stejnojmenné předlohy Maxe Frische, libreto: Šimon Voseček, pro 8 zpěváků a komorní ansámbl (2005–2007). Světová premiéra se uskutečnila 2013 ve Vídni pod taktovkou Waltera Kobéry v režii Béatrice Lachaussée. Produkce hostovala 2014 v italském Bolzanu. 2015 se uskutečnila premiéra anglické verze opery v překladu Davida Pountneyho v Londýně (Independent Opera at Sadler's Wells, dirigent: Timothy Redmond, režie: Max Hoehn), 2017 následovala německá premiéra v Městském Divadle v Bremerhavenu (dirigent: Thomas Kalb, režie: Christian von Götz).
- Soudničky, libreto: Jan Panenka (1999/2008). Provedeno operním studiem Pražské Konzervatoře pod taktovkou Roberta Jindry v režii Reginy Szymikové.
- Im Säurebad (V kyselé lázni) pro smyčcové kvarteto (2008)
- Migräne (Migréna) pro komorní orchestr (2011)
- Mäuse (Myši) audiovizuální skladba pro ansámbl a video (2012)
- Spermien (Spermie) pro sopraninovou zobcovou flétnu a pikolo (2010)
- Latte oder Der Busen Anita Ekbergs (Latte, aneb Prsy Anity Ekberg) pro komorní ansámbl (2011)
- Hallucinations pro komorní ansámbl, hudba k experimentálnímu filmu Ralpha Steinera Mechanical Principles (1930) na zakázku Orchestru BERG
- další komorní skladby